# (535027) 2014 WY509
2014 WY509 ist ein großes transneptunisches Objekt im Kuipergürtel, das bahndynamisch als erweitertes Scattered Disk Object (DO) oder als Cubewano (CKBO) eingestuft wird. Aufgrund seiner Größe gehört der Asteroid zu den Zwergplanetenkandidaten.

## Entdeckung
2014 WY509 wurde am 27. November 2014 von einem Astronomenteam, bestehend aus B. Gibson, T. Goggia, N. Primak, A. Schultz und M. Willman, im Rahmen des Pan-STARRS-Projekts mit dem 1,8-m-Ritchey Chretien-Teleskop (PS1) am Haleakalā-Observatorium (Maui) entdeckt. Die Entdeckung wurde am 17. Juli 2016 bekanntgegeben.
Nach seiner Entdeckung ließ sich 2014 WY509 auf Fotos, die ebenfalls im Rahmen des Pan-STARRS-Programmes gemacht wurden, bis zum 30. Januar 2011 zurückgehend identifizieren und so seinen Beobachtungszeitraum um fast vier Jahre verlängern, um so seine Umlaufbahn genauer zu berechnen. Bisher wurde der Planetoid nur durch das Pan-STARRS-Teleskop beobachtet. Im Dezember 2018 lagen insgesamt 162 Beobachtungen über einen Zeitraum von 8 Jahren vor. Die bisher letzte Beobachtung wurde im März 2018 auch wieder am Pan-STARRS-Teleskop durchgeführt. (Stand 27. März 2019)

## Eigenschaften

### Umlaufbahn
2014 WY509 umkreist die Sonne in 292,35 Jahren auf einer leicht elliptischen Umlaufbahn zwischen 36,29 AE und 51,80 AE Abstand zu deren Zentrum. Die Bahnexzentrizität beträgt 0,176, die Bahn ist 11,51° gegenüber der Ekliptik geneigt. Derzeit ist der Planetoid 43,73 AE von der Sonne entfernt. Das Perihel durchläuft er das nächste Mal 2082, der letzte Periheldurchlauf dürfte also im Jahre 1789 erfolgt sein.
Marc Buie (DES) klassifiziert den Planetoiden als erweitertes SDO (ESDO bzw. DO), während vom Minor Planet Center keine spezifische Einstufung existiert; letzteres ordnet ihn als Nicht-SDO und allgemein als „Distant Object“ ein. Das Johnston’s Archive führt ihn dagegen als Cubewano auf, wobei er zu den bahndynamisch „heißen“ klassischen KBO gehören würde.

### Größe
Derzeit wird von einem Durchmesser von 315 km ausgegangen, basierend auf einem Rückstrahlvermögen von 8 % und einer absoluten Helligkeit von 5,9 m. Ausgehend von diesem Durchmesser ergibt sich eine Gesamtoberfläche von etwa 312.000 km2. Die scheinbare Helligkeit von 2014 WY509 beträgt 22,39 m.
Da es denkbar ist, dass sich 2014 WY509 aufgrund seiner Größe im hydrostatischen Gleichgewicht befindet und somit weitgehend rund sein könnte, erfüllt er möglicherweise die Kriterien für eine Einstufung als Zwergplanet. Mike Brown geht davon aus, dass es sich bei 2014 WY509 um vielleicht einen Zwergplaneten handelt.
| Jahr                                         | Abmessungen km | Quelle   |
| -------------------------------------------- | -------------- | -------- |
| 2018                                         | 336,0          | Johnston |
| 2018                                         | 315,0          | Brown    |
| Die präziseste Bestimmung ist fett markiert. |                |          |